# Tivia fusca
Tivia fusca är en kackerlacksart som beskrevs av Bohn 2008. Tivia fusca ingår i släktet Tivia och familjen Polyphagidae. Inga underarter finns listade i Catalogue of Life.